# Adèle Besson
Pour les articles homonymes, voir Besson.

a Compétitions nationales et continentales officielles uniquement.

b Matchs officiels uniquement.
Dernière mise à jour le 15 juin 2023.
Adèle Besson, née vers 2003, est une joueuse française de rugby à XV évoluant au poste de deuxième ligne au Stade bordelais.
Avec son club elle est triple championne de France (2023, 2024 et 2025).

## Biographie
Adèle Besson naît vers 2003 et commence le rugby en 2016 au Racing club Saint Cernin. Elle joue à partir de 2018 au Stade aurillacois, puis intègre en 2021 la compétition senior avec les Lionnes du Stade bordelais
En avril 2023, elle porte le maillot de l'équipe de France des moins de 20 ans dans un match où elle et ses coéquipières défont l’équipe d’Angleterre. 
Avec les Lionnes du Stade bordelais elle remporte le championnat de France Élite 1 2022-2023 : elle participe notamment à la finale victorieuse des Lionnes contre le club de Blagnac rugby féminin le 10 juin 2023, qui clôt une saison de douze victoires en treize matchs. En 2024 elle contribue à la reconquête du titre par le Stade bordelais après avoir participé à onze des treize rencontres du championnat 2023-2024, dont les trois matchs de la phase finale,. Exploit renouvelé l'année suivante, le 31 mai 2025, après une victoire en finale contre le Stade toulousain pour le Championnat de France.

## Activités extra sportives
Elle étudie en 2023 en STAPS à l’université de Bordeaux[source insuffisante].

## Palmarès
- Vainqueur du Championnat de France en 2023, 2024 et 2025 avec le Stade bordelais.